# Chester (Texas)
Pour les articles homonymes, voir Chester.
La ville américaine de Chester est située dans le comté de Tyler, dans l’État du Texas. Sa population s’élevait à 312 habitants lors du recensement de 2010.

## Source
- (en) Cet article est partiellement ou en totalité issu de l’article de Wikipédia en anglais intitulé « Chester, Texas » (voir la liste des auteurs).